# Shahi (Münze)

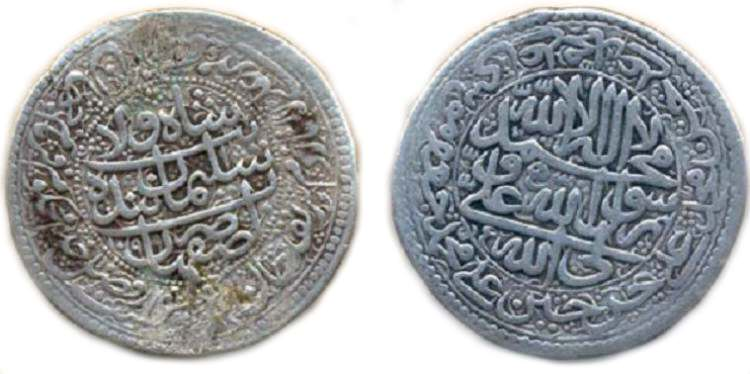
20-Šāhī-Münze, geprägt unter Safi II., 1690

Schahi bzw. Schāhī oder (englisch-international) Shahi (persisch شاهی, DMG Šāhī) ist eine alte persische Silbermünze im Wert von 50 Dinar.
Die Münze wurde unter den ab 1501 herrschenden Safawiden als Silbermünze geprägt, als offizielle Goldmünze wurde der Ašrafī geprägt. Das Nominal von 50 Dinar ist erst seit dem späten 16. Jahrhundert sicher belegbar, wird aber als von Beginn der safawidischen Herrschaft an angenommen. Sowohl der Šāhī als auch die Goldmünze Ašrafī wurden in einfacher als auch in anderen Stückelungen geprägt, etwa in Viertel-, Halb-, Doppel- oder Vierfacheinheiten, wobei zu keiner Zeit ein fester Wechselkurs zwischen Šāhī und Ašrafī bestand. Die am häufigsten geprägte Stückelung war der Šāhī mit doppelter Stückelung (do-šāhī). Nachdem 1510 das Usbeken-Khanat von den Safawiden erobert wurde, wurde in den dortigen Provinzen ebenfalls der Šāhī als Währung geprägt.